# Mongo (Volk)

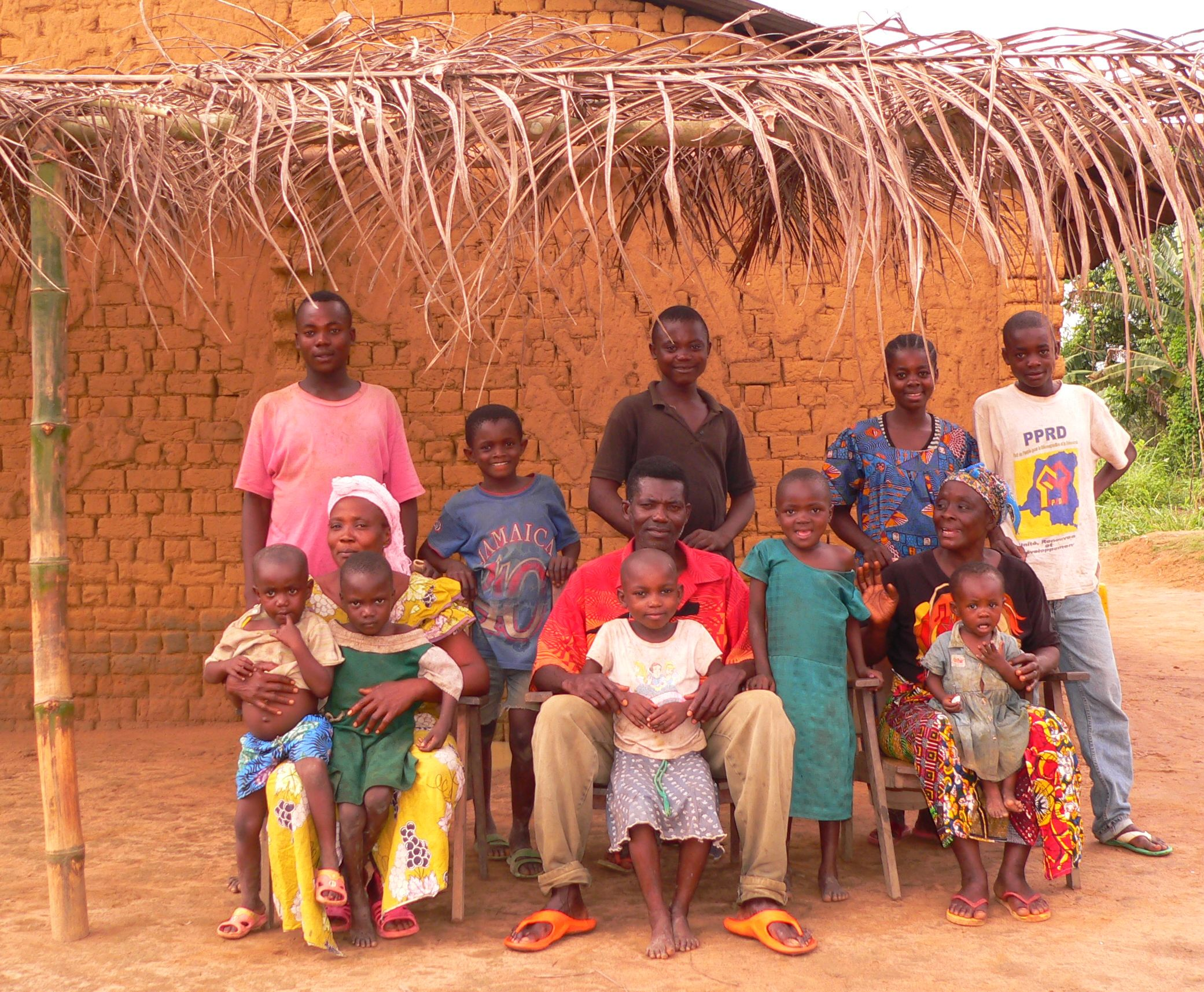
Mongofamilie

Die Mongo sind ein Bantu-Volk, das im Nordwesten des Kongobeckens in der ehemaligen Provinz Équateur der Demokratischen Republik Kongo lebt.

## Verbreitung
Die Mongo gehören neben Bakongo, Baluba und Lunda zu den vier Hauptvölkern im Kongo, die den größten Teil der Bevölkerung ausmachen. Die Mongo sprechen verschiedene Dialekte des Lomongo (ISO-639-3: lol), sowie die nationale Verkehrssprache Lingála (ISO-639-3:lin).

### Stämme
Stämme der Mongo sind Bolia, Bokote, Bongandu, Konda, Mbole, Dengese, Nkutu, Ntomba, Kole, Sengele, Songomeno, Iyasa, Bakutu, Bakusu, Iyadjima (Iyaelima), Boyela, Batetela. Georges van der Kerken legt den Ursprung in die Region des oberen Nil und dort bei den großen Seen Albertsee, Edwardsee und Victoriasee.

### Kultur

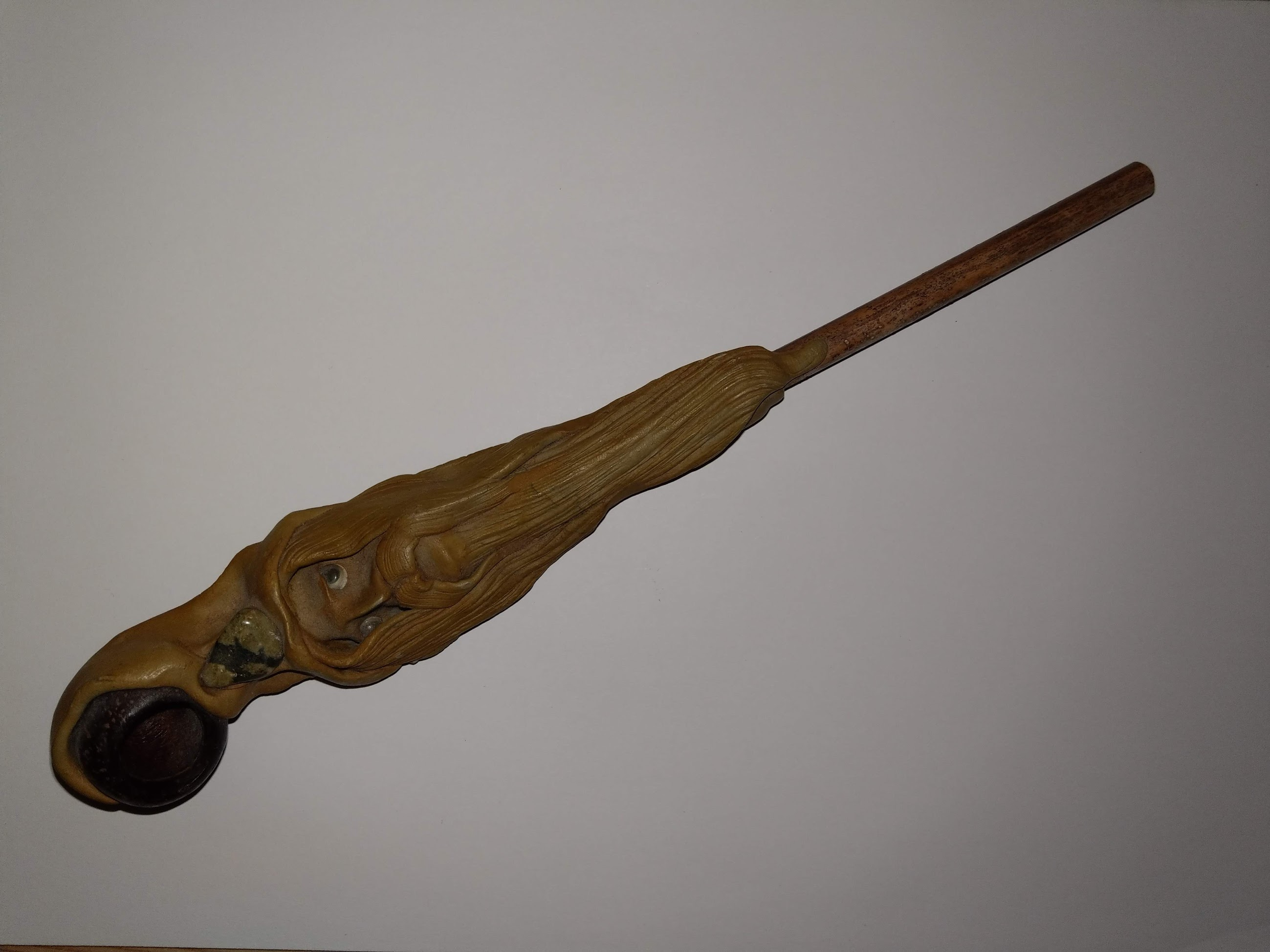
Zeremonielle Mongopfeife mit van der Kerkens Antlitz.

Es sind nur wenige historische Zeugnisse der Kultur der Mongo erhalten geblieben. Das lange in der Familie des Stammesschamanen weitergereichte Erbstück ist diese kunstvoll gefertigte Holzpfeife, die nun seit Generationen nach dem Tod des praktizierenden Stammesschamanen an seinen Sohn als neuen Schamanen des Stammes weitergegeben wird. Anhand der Mongopfeife lassen sich einige wichtige Elemente der Mongokultur wiederfinden. Die meisten Mongo glauben an Naturgeister, Fruchtbarkeitsriten, schamanische Praktiken wie Magie, Zauberei und Hexerei. Außerdem ist die Mongokultur reich an Kunst wie dem Musizieren und Instrumentenbau. Einige Rituale und Feste beinhalten das gleichzeitige Rauchen und Spielen der im Ritual im Mittelpunkt stehenden Mongopfeife. Die Teilnehmer des Rituals orientieren sich beim Singen und Spielen ihrer Instrumente am Rhythmus der Pfeife, während der Schamane durch das intensive Inhalieren an der Pfeife nahezu die Besinnung verliert und der Zugang zur Geisterwelt geboten wird. Auf einer seiner Forschungsreisen besuchte Georges van der Kerken einen Stamm der Mongo und erhielt vom Stammeshäuptling (Bokulaka) ein kunstvoll verziertes Exemplar einer Mongopfeife mit seinem Antlitz als Zeichen des Respektes. So gelangte als einziges Exemplar mongolischer Kunst diese Pfeife friedvoll in belgischen Besitz.